# チェルチャニ - スヴェトラー・ナド・サーザヴォウ線
チャルチャニ～スヴェトラー・ナド・サーザヴォウ線（チェコ語;Železniční trať Čerčany – Světlá nad Sázavou）は、チェコ国鉄の鉄道線の名称である。路線番号は212。
チェルチャニ～カーツォフ間は、1901年、帝立王立国有鉄道の路線として開業した。残りの区間は、1903年にスヴェトラー・レデツ・カーツォフ鉄道によって開業した。

## 運行形態

### 快速「スピェシニー(Sp)」
- ジェリフカ号：　ズルチ→チェルチャニ→プラハ　【春・夏の土曜・休日運行】
春季・夏季の休日のみ、片道1本運行する。212号線内はほぼ各駅に停車する。チェルチャニ以北は221号線に乗り入れる。

- ポサーザヴィー号：　プラハ → チェルチャニ → ズルチ　【春・夏の土曜・休日運行】
春季・夏季の休日のみ、片道1本運行する。チェルチャニ以西は221号線から直通する。各駅に停車する。
過去の運行形態
2019年度より運行を開始した。当初は普通列車として、毎日運行していた他、春・夏の土曜・休日を除きズルチまで直通していた。
2025年度より、春・夏の土曜・休日の列車が快速に格上げとなった。一方、他の日は愛称無しの普通列車となり、運行区間もズルチまでに短縮された。

### 普通
2025年度より、ズルチで運行系統が分割されていて、ズルチ以東と以西を直通する列車は無い。
- ポサーザヴィー号：　ズルチ → チェルチャニ → プラハ　【土曜・休日運行】
一日片道1本の運行。チェルチャニ以西は221号線に乗入れる。
過去の運行形態
2022年度以前は毎日運行していて、春・夏の土曜日を除きレデチ始発であった。
2023年度より、平日の列車が愛称無しの普通列車となった。
2025年度より運行区間が短縮され、ズルチ始発となった。

- チェルチャニ - ズルチ
概ね2時間に1本の運行で、区間運転もある。レデチコ～サーザヴァ間には014号線の列車も一日2往復乗り入れる。
2019年以前は下記レデチ以東の便と一体の運転系統で、スヴェトラーまで運行していた。2024年度以前はレデチまで運行していた。

- ズルチ - スヴェトラー - ハヴリーチクーフ・ブロド
概ね2時間に1本の運行。スヴェトラー以東は230号線のハヴリーチクーフ・ブロドまで乗り入れる。
2019年以前は上記レデチ以西の便と一体の運転系統で、チェルチャニまで運行していた。また、スヴェトラー以東に直通するのは一日3-4往復に限られていた。2024年度はレデチ発着であった。

### 臨時列車
- ポサーザフスケー・リンキ号 (快速) 
蒸気機関車。年2日、プラハ市内 - チェルチャニ - カーツォフ間に一日1往復運行する。チェルチャニ以西は221号線に直通する。停車駅はサーザフスキー・モトラーチェク号と同じだが、ラタイェを通過する。2017,18年運行。
2017,18年度は年3日の運行で、うち2日がレデチコ以西のみの運行でチェルチャニ以西は210号線に直通、残り1日がプラハ市内 - チェルチャニ - カーツォフ間に一日1往復の運行であった。210号線直通便はラタイェにも停車していた。2017年度は、221号線直通便もプラハ行に限りラタイェに停車していた。

- サーザフスキー・モトラーチェク号 (快速) 
旧型列車。年5日、プラハ本駅 - チェルチャニ - カーツォフ間に1往復運行する。チェルチャニ以西は221号線に直通する。途中、シテルンベルク停留所、ラタイェ、レデチコ、サーザヴァ、スカリツェ、ホツェラディ、フヴェズドニツェに停車する。2018年運行。
2017年以前は、「ポサーザフスキー・モトラーチェク」号の名前[1]で、年3～4日の運行であった。また、チェルチャニ以西は210号線経由でプラハまで乗り入れていた。

## 駅一覧
以下では、チェコ国鉄212号線の駅と営業キロ、停車列車、接続路線などを一覧表で示す。
- 種別
  - Sp：快速
  - Os：普通
- 停車駅
  - ■印：全列車停車
  - ●印：一部通過
  - △印：一部停車
  - ｜印：全列車通過

| 路線名 | 駅名                                     | 駅間営業キロ | 累計営業キロ      | 累計営業キロ      | 累計営業キロ        | Sp | Os | 接続路線                                  | 所在地         | 所在地                     |
| ------ | ---------------------------------------- | ------------ | ----------------- | ----------------- | ------------------- | -- | -- | ----------------------------------------- | -------------- | -------------------------- |
| 212    | チェルチャニ駅                           | -            | レデチコから 25.9 | コリーンから 65.5 | カーツォフから 42.5 | ■  | ■  | 210号線、221号線                          | 中央ボヘミア州 | ベネショフ郡               |
| 212    | ルシチェニー駅                           | 1.7          | 24.2              | 63.8              | 40.8                | ■  | ■  |                                           | 中央ボヘミア州 | ベネショフ郡               |
| 212    | ズレニツェ駅                             | 2.4          | 21.8              | 61.4              | 38.4                | ■  | ■  |                                           | 中央ボヘミア州 | ベネショフ郡               |
| 212    | フヴェズドニツェ駅                       | 3.5          | 18.3              | 57.9              | 34.9                | ■  | ■  |                                           | 中央ボヘミア州 | ベネショフ郡               |
| 212    | ホツェラディ駅                           | 2.5          | 15.8              | 55.4              | 32.4                | ■  | ■  |                                           | 中央ボヘミア州 | ベネショフ郡               |
| 212    | ヴルコヴェツ駅                           | 0.8          | 15.0              | 54.6              | 31.6                | ■  | ■  |                                           | 中央ボヘミア州 | ベネショフ郡               |
| 212    | サメホフ駅                               | 2.2          | 12.8              | 52.4              | 29.4                | ■  | ■  |                                           | 中央ボヘミア州 | ベネショフ郡               |
| 212    | ストルジーブルナー・スカリツェ駅         | 1.7          | 11.1              | 50.7              | 27.7                | ■  | ■  |                                           | 中央ボヘミア州 | ベネショフ郡               |
| 212    | プルジニ駅                               | 2.2          | 8.9               | 48.5              | 25.5                | ■  | ■  |                                           | 中央ボヘミア州 | ベネショフ郡               |
| 212    | サーザヴァ停留所                         | 2.4          | 6.5               | 46.1              | 23.1                | ■  | ■  |                                           | 中央ボヘミア州 | ベネショフ郡               |
| 212    | サーザヴァ駅(*1)                         | 1.1          | 5.4               | 45.0              | 22.0                | ■  | ■  |                                           | 中央ボヘミア州 | ベネショフ郡               |
| 212    | サモプシェ駅                             | 3.1          | 2.3               | 41.9              | 18.9                | ■  | ■  |                                           | 中央ボヘミア州 | ベネショフ郡               |
| 212    | レデチコ駅                               | 2.3          | 0.0               | 39.6              | 16.6                | ■  | ■  | 014号線                                   | 中央ボヘミア州 | クトナーホラ郡             |
| 212    | ラタイェ・ナド・サーザヴォウ停留所       | 1.4          | 1.4               |                   | 15.2                | ■  | ■  | 014号線（ラタイェ・ナド・サーザヴォウ駅） | 中央ボヘミア州 | クトナーホラ郡             |
| 212    | ラタイェ・ナド・サーザヴォウ・イヴァニ駅 | 0.7          | 2.1               |                   | 14.5                | ■  | ■  |                                           | 中央ボヘミア州 | クトナーホラ郡             |
| 212    | マロヴィディ駅                           | 2.7          | 4.8               |                   | 11.8                | ■  | ■  |                                           | 中央ボヘミア州 | クトナーホラ郡             |
| 212    | チェスキー・シテルンベルク駅             | 1.7          | 6.5               |                   | 10.1                | ○  | ■  |                                           | 中央ボヘミア州 | ベネショフ郡               |
| 212    | チェスキー・シテルンベルク停留所         | 0.8          | 7.3               |                   | 9.3                 | ■  | ■  |                                           | 中央ボヘミア州 | ベネショフ郡               |
| 212    | ソビェシーン駅                           | 3.7          | 11.0              |                   | 5.6                 | ■  | ■  |                                           | 中央ボヘミア州 | クトナーホラ郡             |
| 212    | ヴラニツェ駅                             | 2.3          | 13.3              |                   | 3.3                 | ■  | ■  |                                           | 中央ボヘミア州 | クトナーホラ郡             |
| 212    | カーツォフ駅                             | 3.3          | 16.6              |                   | 0.0                 | ■  | ■  |                                           | 中央ボヘミア州 | クトナーホラ郡             |
| 212    | カーツォフ停留所                         | 2.0          | 18.6              |                   | 2.0                 | ■  | ■  |                                           | 中央ボヘミア州 | クトナーホラ郡             |
| 212    | ストルジェホフ・ナド・サーザヴォウ駅     | 3.3          | 21.9              |                   | 5.3                 | ○  | ■  |                                           | 中央ボヘミア州 | クトナーホラ郡             |
| 212    | チージョフ駅                             | 2.4          | 24.3              |                   | 7.7                 | ○  | ■  |                                           | 中央ボヘミア州 | クトナーホラ郡             |
| 212    | ハベルジツェ駅                           | 1.1          | 25.4              |                   | 8.8                 | ○  | ■  |                                           | 中央ボヘミア州 | クトナーホラ郡             |
| 212    | ズルチ・ナド・サーザヴォウ停留所         | 3.2          | 28.6              |                   | 12.0                | ■  | ■  |                                           | 中央ボヘミア州 | クトナーホラ郡             |
| 212    | ズルチ・ナド・サーザヴォウ駅             | 2.0          | 30.6              |                   | 14.0                | ■  | ■  | 235号線                                   | 中央ボヘミア州 | クトナーホラ郡             |
| 212    | ホルカ・ナド・サーザヴォウ駅             | 2.7          | 33.3              |                   | 16.7                |    | ■  |                                           | 中央ボヘミア州 | クトナーホラ郡             |
| 212    | ラジシチェ駅                             | 2.5          | 35.8              |                   | 19.2                |    | ■  |                                           | 中央ボヘミア州 | クトナーホラ郡             |
| 212    | ヴラスチェヨヴィツェ駅                   | 1.1          | 36.9              |                   | 20.3                |    | ■  |                                           | 中央ボヘミア州 | クトナーホラ郡             |
| 212    | ブッチツェ駅                             | 1.4          | 38.3              |                   | 21.7                |    | ■  |                                           | 中央ボヘミア州 | クトナーホラ郡             |
| 212    | フルジェノヴィツェ駅                     | 2.3          | 40.6              |                   | 24.0                |    | ■  |                                           | ヴィソチナ州   | ハヴリーチクーフ・ブロド郡 |
| 212    | フルジェノヴィツェ・ポドフラヂー駅       | 4.4          | 45.0              |                   | 28.4                |    | ■  |                                           | ヴィソチナ州   | ハヴリーチクーフ・ブロド郡 |
| 212    | レデチ・ナド・サーザヴォウ駅             | 3.4          | 48.4              |                   | 31.8                |    | ■  |                                           | ヴィソチナ州   | ハヴリーチクーフ・ブロド郡 |
| 212    | ホルニー・レデチ駅                       | 1.0          | 49.4              |                   | 32.8                |    | ■  |                                           | ヴィソチナ州   | ハヴリーチクーフ・ブロド郡 |
| 212    | ヴィレーモヴィツェ駅                     | 3.7          | 53.1              |                   | 36.5                |    | ■  |                                           | ヴィソチナ州   | ハヴリーチクーフ・ブロド郡 |
| 212    | ストヴォルジドラ駅                       | 1.9          | 55.0              |                   | 38.4                |    | ■  |                                           | ヴィソチナ州   | ハヴリーチクーフ・ブロド郡 |
| 212    | スムルチナー駅                           | 3.4          | 58.4              |                   | 41.8                |    | ■  |                                           | ヴィソチナ州   | ハヴリーチクーフ・ブロド郡 |
| 212    | ムルズコヴィツェ駅                       | 2.0          | 60.4              |                   | 43.8                |    | ■  |                                           | ヴィソチナ州   | ハヴリーチクーフ・ブロド郡 |
| 212    | ドルニー・ブルジェジンカ駅               | 0.9          | 61.3              |                   | 44.7                |    | ■  |                                           | ヴィソチナ州   | ハヴリーチクーフ・ブロド郡 |
| 212    | スヴェトラー・ナド・サーザヴォウ町駅     | 1.9          | 63.2              |                   | 46.6                |    | ■  |                                           | ヴィソチナ州   | ハヴリーチクーフ・ブロド郡 |
| 212    | スヴェトラー・ナド・サーザヴォウ駅       | 1.0          | 64.2              |                   | 47.6                |    | ■  | 230号線                                   | ヴィソチナ州   | ハヴリーチクーフ・ブロド郡 |

(*1): 2016年12月以前の駅名は「サーザヴァ・チェルネー・ブディ」。